# Hypsiboas atlanticus
Hypsiboas atlanticus es una especie de anfibios de la familia Hylidae. Es endémica de Brasil.
Sus hábitats naturales incluyen bosques tropicales o subtropicales secos y a baja altitud, lagos de agua dulce, marismas de agua dulce, corrientes intermitentes de agua, zonas previamente boscosas ahora muy degradadas, estanques y depósitos de acuicultura. Está amenazada de extinción por la destrucción de su hábitat natural.